# R8dio
r8Dio ApS er en dansk privat radiovirksomhed, der udspringer af den fiktive radiostation af samme navn fra podcastserien Undskyld vi roder.
Virksomheden blev stiftet den 11. maj 2021. Ifølge CVR-registeret er virksomhedens formål at producere og levere radio og podcast. Ifølge Mikael Bertelsen har virksomheden søgt om en tilladelse hos Radio- og tv-nævnet til at drive radio i Danmark.
Mads Brügger er direktør sammen med Jacob Arentoft, mens Mikael Bertelsen er bestyrelsesformand. I bestyrelsen sidder desuden Frederik Cilius, Rasmus Bruun, Brian Lykke og Kasper Nielsen.